# Ypsilon Ursae Majoris
Ypsilon Ursae Majoris (υ UMa) – gwiazda podwójna w gwiazdozbiorze Wielkiej Niedźwiedzicy znajdująca się w odległości ok. 115 lat świetlnych od Słońca.
Główny składnik Ypsilon Ursae Majoris A to żółto-biały podolbrzym typu F należący do gwiazd zmiennych typu Delta Scutii. Słabszy Ypsilon Ursae Majoris B jest prawdopodobnie czerwonym karłem typu widmowego M0. Odległość między składnikami to co najmniej 410 au, okres orbitalny układu wynosi ponad 5200 lat.